# Rocco Hunt
Rocco Hunt, anciennement Hunt MC, de son vrai nom Rocco Pagliarulo, né le 21 novembre 1994 à Salerne en Campanie, est un rappeur italien. Il participe au festival de Sanremo 2014 où il remporte le lauréat du Nuove proposte.

## Biographie

### Débuts
Rocco Hunt est né à Pastena, district de Salerne. À l'âge de 11 ans, Rocco Hunt fait ses premiers pas dans le monde du hip-hop participant à divers concours de freestyles avant de publier sa première mixtape A' music è speranz, au label Dint Recordz en 2010. En 2011, il publie la mixtape Spiraglio di periferia au label Honiro Label qui fait participer le rappeur Clementino et 'Ntò. Après le succès de Spiraglio di periferia, il publie en 2012 une version de luxe contenant quatre nouvelles chansons.

### Poeta urbano
En 2013, le rappeur signe à la major Sony Music et publie Poeta urbano, son premier album officiel produit, entre autres, par Fabio Musta, Shablo et Fritz da Cat. Il est précédé des singles Io posso et de Fammi vivere, respectivement publiés les 14 et 21 juin 2013,. L'album contient également un troisième single, intitulé L'ammore overo publié le 27 septembre.

### Victoire au Sanremo Giovani 2014 et'A verità
En 2014, Rocco participe à la 64e édition du festival de Sanremo, et gagne les « nouvelles propositions » avec sa chanson Nuove proposte (la première victoire d'une chanson rap dans l'histoire des « nouvelles propositions » du festival). Le 17 février 2014, le single Nu juorno buono est publié sur l'iTunes Store avant la publication du second album de Rocco, 'A verità le 25 mars 2014. L'album fait participer Clementino, Noyz Narcos, Ensi, Gemitaiz, MadMan et Nitro, et les chanteurs Federico Zampaglione, Eros Ramazzotti et Enzo Avitabile ; il atteint la première place des classements musicaux italiens.
Le 16 mars 2014 sort le vidéoclip de la chanson Tutto resta et le second single extrait de 'A verità, intitulé Vieni con me. Le 25 et 26 juin, Rocco participe au Coca-Cola Summer Festival jouant Nu juorno buono et Vieni con me. Le 15 octobre 2014, le rappeur annonce la réédition de l'album, appelé 'A verità 2.0 et publié le 4 novembre de la même année. Avant ça, il publie le single Ho scelto me, le 17 octobre. Le 18 décembre, il participe à l'émission italienne Danse avec les Stars. Le 10 novembre 2014 sort l'album Libere de Deborah Iurato, contenant, entre autres, les pistes aussi Sono molto buona, en collaboration avec le rappeur. Le 2 décembre de cette année, Rocco Hunt publie le livre Il sole tra i palazzi en collaboration avec Federico Vacalebre.
Le 5 mai 2015 sort l'album Ora o mai più du producteur italien Don Joe, contenant notamment la chanson Woodstock avec Rocco Hunt et Clementino. Le 25 septembre de la même année sort Bella Lucio!, un album hommage à Sherman qui contient, entre autres, également la chanson Una lacrima de Rocco Hunt.

### SignorHunt
Après une année passée à composer, Rocco publie, le 4 septembre 2015, le single Vene e vvà, précédant son troisième album studio, qu'il annonce aux côtés de Clementino et Enzo. Intitulé SignorHunt, et possédant une couverture faite par le rappeur Francesco Paura, l'album est publié le 23 octobre 2015, et précédé par la vidéo du titre homonyme publié le 9 du même mois. La promotion de l'album s'effectue avec la publication du deuxième single, Se mi chiami, publié le 20 novembre 2015, un duo avec Neffa. Le 13 décembre 2015, il annonce sa participation à la 66e édition du festival de Sanremo,. Le single Wake Up est publié le 10 février 2016 avant la réédition de SignorHunt, intitulée SignorHunt - Wake Up Edition.